# Cheissoux
Cheissoux (tiếng Occitan: Chaisson la Chapèla) là một xã của tỉnh Haute-Vienne, thuộc vùng Nouvelle-Aquitaine, miền trung nước Pháp.